# Jerga sexual

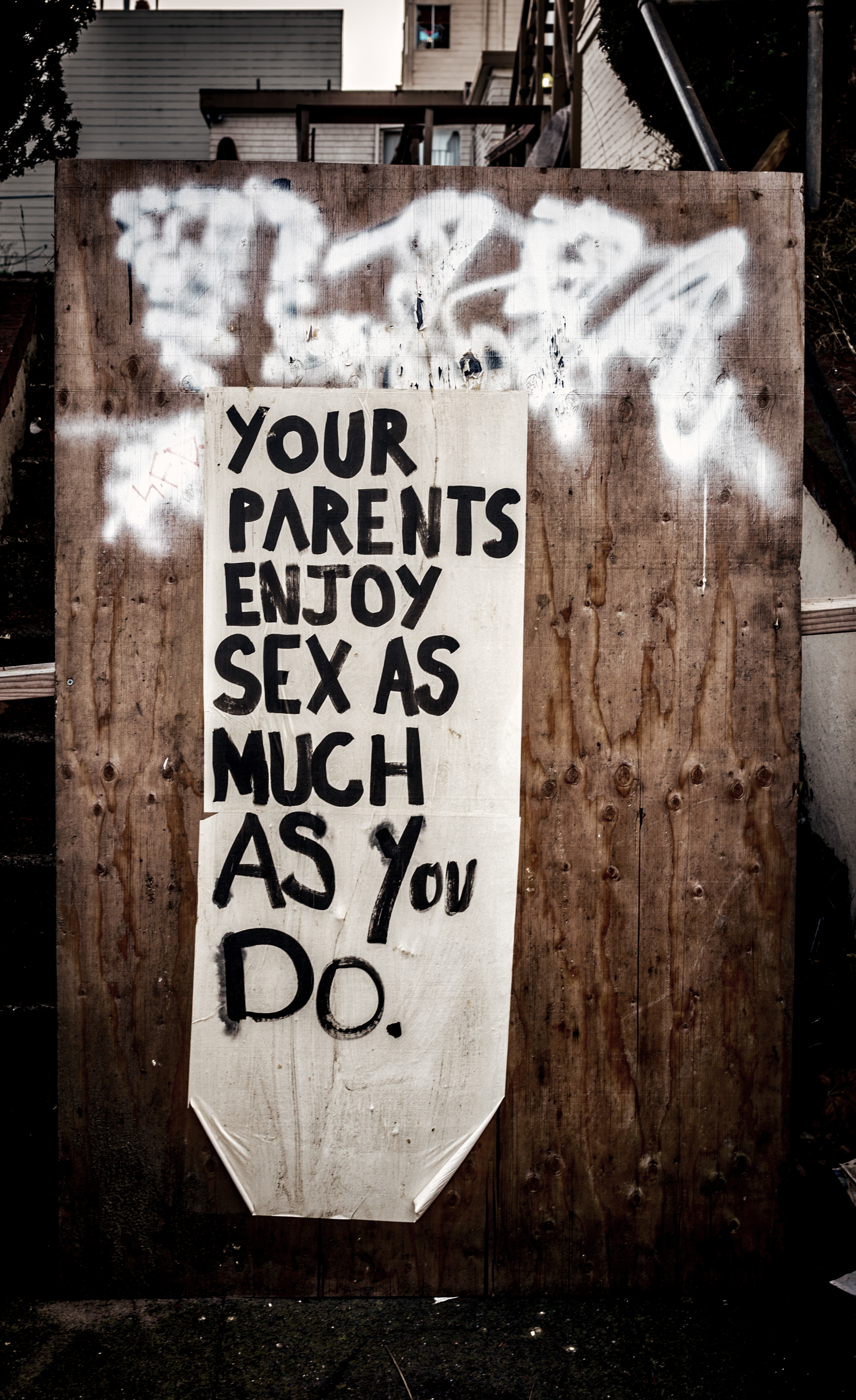
Representación de jerga sexual en inglés. En el texto, se puede leer: Tus padres disfrutan el sexo tanto como tú.

La jerga sexual es el conjunto de nombres que se utilizan para definir a los órganos sexuales humanos. Por pudor de utilizar palabras demasiado explícitas, objeto de un cierto tabú social, se utilizan perífrasis o términos propios de ciertos registros lingüísticos.
- Datos: Q3239011
- Multimedia: Human sexual activity / Q3239011